# Тужин (Мазовецьке воєводство)
Тужин (пол. Turzyn) — село в Польщі, у гміні Браньщик Вишковського повіту Мазовецького воєводства.
Населення — 766 осіб (2011).
У 1975—1998 роках село належало до Остроленцького воєводства.

## Демографія
Демографічна структура станом на 31 березня 2011 року:
|          | Загалом | Допрацездатний вік | Працездатний вік | Постпрацездатний вік |
| -------- | ------- | ------------------ | ---------------- | -------------------- |
| Чоловіки | 383     | 74                 | 267              | 42                   |
| Жінки    | 383     | 69                 | 209              | 105                  |
| Разом    | 766     | 143                | 476              | 147                  |